# ピーター・ウィムジイ卿
ピーター・デス・ブリードン・ウィムジイ卿（Lord Peter Death Bredon Wimsey）はイギリスの小説家ドロシー・L・セイヤーズの推理小説シリーズに登場する架空の探偵。
日本では翻訳が整わなかったため、本格推理小説の探偵としては、同時代のエラリー・クイーンやファイロ・ヴァンスと比較して知名度で劣っている感があるが、本格推理きっての貴族探偵として、英語圏では現在に至るまで根強い人気を誇る。名前の由来は気まぐれをあらわす英単語（whimsy）のもじりである。
名門デンヴァー公爵家の次男で「卿」の称号を帯びる。なお、「ウィムジイ卿」という呼称も見られるが、姓に「卿（Lord）」を付けて呼ぶのは長男とされているため、「ピーター卿」と呼ぶ方が正しいとされている。これは1923年発表の第一作『誰の死体？』でも述べられている。

## 人物
外見は「のっぺりした金髪」に灰色の目、面長の顔立ちという典型的な英国上流階級の顔立ちで、しばしば片眼鏡をかけている。趣味は古書収集と車、犯罪捜査。住所は独身時代は、ロンドンのピカデリー10番地Aで、結婚後はオードリー・スクエアとなっている。シリーズ初期は神経質ながら飄々とした軽やかな面が強調されていたが、シリーズ後半は自身の老い、人の歪みなどを踏まえた重厚な人格の持ち主となっていく。
経歴については、1937年発表の『大忙しの蜜月旅行（旧訳邦題・忙しい蜜月旅行）』にて「ピーター卿の叔父ポール・デラガルディがセイヤーズに依頼されて記した」というスタイルをとった、詳細な記述がある。
ピーター卿は1890年、第15代デンヴァー公爵モーティマー・ウィムジイとフランス系荘園の娘、ホノリア・ルカスタ・デラガルディの2番目の子供として生まれた。前述のポール・デラガルディは母の兄にあたる。兄弟は爵位を継いだ兄・16代デンヴァー公ジェラルドと妹のメアリの二人。メアリは後にピーター卿の友人、ロンドン警視庁のチャールズ・パーカー警部と結婚する。
幼少時は神経質でひよわな子供だったが、イートン校入学後、クリケットの選手として鳴らし、オックスフォード大学ベイリオル・カレッジを優秀な成績で卒業する。専攻は現代史。一方で卒業間近の時期に近所に住む「美人だが頭は空っぽ」な少女と恋に落ちるが、第一次世界大戦が勃発し、出征している間に彼女は別の男と結婚してしまう。傷心を癒すためか、諜報活動に志願し、複数の武勲をたてるが、爆弾に吹き飛ばされて神経症を患うようになる。
戦後は部下であったマーヴィン・バンターを従僕にロンドンで気ままな一人暮らしをしていたが、名門貴族アッテンベリ卿の宝石盗難事件を解決したのを機に、一躍「貴族探偵」として知られるようになり、犯罪捜査に乗り出していくことになる。39歳頃に恋人殺害容疑で罪に問われていた推理小説作家ハリエット・ヴェインに恋をし、彼女の潔白を証明してプロポーズするが、断られる。様々な事件と月日を経て、二人は結婚し、ブリードン、ロジャー、ポールという名の3人の男の子をもうける。また、シリーズ後半では嘱託のような立場で英国外務省の活動に携わっていることも明らかにされる。

## 登場作品
以下の他、アストリッド・リンドグレーンの児童文学「名探偵カッレくんシリーズ」第1作やサラ・パレツキー〈V·I·ウォーショースキー〉シリーズでも言及される。

### 長編
- 1923年 『誰の死体？』（Whose Body?）
- 1926年 『雲なす証言』（Clouds of Witness）
- 1926年 『不自然な死』（Unnatural Death）
- 1928年 『ベローナ・クラブの不愉快な事件』（The Unpleasantness at the Bellona Club）
- 1930年 『毒を食らわば』（Strong Poison）
- 1931年 『五匹の赤い鰊』（The Five Red Herrings）
- 1932年 『死体をどうぞ』（Have His Carcase）
- 1933年 『殺人は広告する』（Murder Must Advertise）
- 1934年 『ナイン・テイラーズ』（The Nine Tailors）
- 1935年 『学寮祭の夜』（Gaudy Night）
- 1937年 『大忙しの蜜月旅行（旧訳邦題・忙しい蜜月旅行）』（Busman's Honeymoon）

※ピーター卿の登場する長編にはこの他、セイヤーズによる未完の長編でジル・ペイトン・ウォルシュの手によって完成されたThrones, Dominationsとリレー長編の『警察官に聞け』がある。『警察官に聞け』は作家たちがお互いに探偵を交換して執筆する趣向で、ピーター卿登場部分はアントニイ・バークリイが執筆している。上記は各・創元推理文庫

### 短編集
- 1928年 『ピーター卿の遺体検分記』（Lord Peter Views the Body）
  - 『ピーター卿の事件簿』宇野利泰訳、創元推理文庫、改版2017年
  - 『顔のない男　ピーター卿の事件簿』宮脇孝雄訳、創元推理文庫、2001年
  - 『ピーター卿の遺体検分記』井伊順彦訳、論創社「論創海外ミステリ」、2021年